# Forschungen eines Hundes
Forschungen eines Hundes ist eine 1922 entstandene, breit angelegte Erzählung mit Fabelcharakter von Franz Kafka, die postum veröffentlicht wurde. Wie der Titel (von Max Brod) aussagt, geht es um die Erkenntnissuche eines Hundes. Diese ist zum Scheitern verurteilt, weil sie grundlegende Fakten, nämlich die Existenz von Menschen, nicht erkennen kann.

## Inhalt
Ein alter Hund berichtet von seinen vergeblichen, lebenslangen Forschungen über die grundlegenden Fragen der Hundeschaft. Begonnen haben die Forschungen, als der Hund in ganz jungen Jahren sieben Hunde in einem hellen Schein erlebt, die in nicht hundegemäßer Art tanzen und die eine Musik ausströmen. Obwohl er immer wieder die anderen Hunde mit Fragen darüber bestürmt, erhält der kleine Hund keine Erklärung für die Erscheinung. So zieht er sich immer mehr von den anderen Hunden zurück.
Der Hund wendet sich nun der Frage der Nahrung zu. Er meint, sie stünde in Zusammenhang mit der Bodenbesprengung (also dem Urinieren). Aber die Nahrung kommt von oben, manchmal scheint die Nahrung sogar neben dem Hund zu schweben. Um das Wesen der Nahrung zu ergründen, hungert der Hund. Aber er findet keine Lösung.
Ein weiteres Phänomen treibt den Hund um, nämlich die „Lufthunde“, die er allerdings nur vom Hörensagen kennt. Sie sollen schweben und sich kaum auf dem Erdboden bewegen. Meist seien es kleine, wohl frisierte Wesen, die gut ernährt werden. Obwohl eine Fortpflanzung kaum vorstellbar ist, scheinen sie immer zahlreicher zu werden.
Als alter Hund erlebt er Ähnliches wie in der Kindheit, nämlich einen Hund, von dem Musik ausgeht. Die Szene spielt im Wald. Der Hund bezeichnet sich als Jäger. Er gibt sowohl selbst besondere Töne von sich, aber auch von seiner Umgebung geht Musik aus.
Der Hund spricht am Ende von den Gegebenheiten der Wissenschaften, der Musik- und der Nahrungswissenschaft. Er gesteht sich seine wissenschaftliche Unfähigkeit ein und verweist auf seinen Instinkt. Er führt die Freiheit an, eine eingeschränkte allerdings. Die letzten Sätze lauten: „Freilich die Freiheit, wie sie heute möglich ist, ist ein kümmerliches Gewächs. Aber immerhin Freiheit, immerhin ein Besitz.“

## Deutungsansätze
Die Erzählung fordert zunächst weniger eine literarische Deutung als vielmehr eine Erklärung. Alle Erkenntnisprobleme des Hundes ergeben sich dadurch, dass er offensichtlich nicht in der Lage ist, den Menschen und seine Auswirkungen auf die Hundeschaft zu erkennen. Denn das Wort Mensch kommt kein einziges Mal vor. Damit stellen Kafkas Forschungen eines Hundes einen Gegenentwurf zu Oskar Panizzas Aus dem Tagebuch eines Hundes (1892) dar, dessen Reflexionen sich ausschließlich auf den Menschen konzentrieren.
Der Hund ist ein Tier, das bei Kafka häufig vorkommt und sich auf das Kriecherische, Unwürdige oder Niedrige bezieht.
Übrigens hat sich Kafka bei den Tiergeschichten teilweise stark an den Schilderungen aus Brehms Tierleben orientiert.

### Erklärung
Zu Beginn erzählt der Hund, dass er inmitten der Hundeschaft leben würde, und sofort wird das verneint durch die Äußerung „Kein Geschöpf lebt meines Wissens so weithin zerstreut“. Er erkennt aber nicht, dass die Hunde nicht selbstbestimmt so zerstreut leben, sondern dass sie den Menschen zugeordnet sind. Diese sorgen auch für die Nahrung, die meist von oben kommt. Hieran ist zu erkennen, dass die Hunde nicht in einem freien Rudel leben, da sie sich nicht selbst das Fressen beschaffen.
Die Erscheinung der sieben tanzenden Hunde, die von Musik umgeben waren, ist eine Szene aus dem Varieté oder dem Zirkus. Der Hund drückt sich dabei „in ein Gewirr von Hölzern“; also Reihen von Stuhlbeinen. Bei der Beobachtung des Nahrungsthemas konnte der Hund nicht zu Rande kommen, weil einfach kein Zusammenhang zwischen Nahrung bekommen und Urinieren besteht. Die Lufthunde sind offensichtlich Schoßhündchen. Hier zeigt sich besonders deutlich, dass der Erzählende den Menschen, der den Schoßhund hält, nicht registrieren kann. Es entgeht ihm aber nicht, dass der Schoßhund immer mehr in Mode kommt, sich also vermehrt. Bei der letzten Hundebegegnung handelt es sich um einen Jagdhund. Er gibt zum einen selbst Laut auf besondere Art und ist zum anderen auch vom Klang von Jagdhörnern umgeben.
Wenn der Hund am Ende die heutige Freiheit als kümmerlich bezeichnet, scheint er doch die Freiheit der früheren wilden Hunde zu ahnen. Gleichzeitig ist er ahnungslos, wie sehr seine Freiheit wirklich eingeschränkt ist.

### Deutungsansatz
Diese Tiergeschichte hat Bezug zu anderen Kafka-Erzählungen. In Der Bau oder Der Dorfschullehrer treten ebenfalls Figuren (bzw. Tiere) auf, die einen Tatbestand einer genauen Untersuchung unterziehen, aber daran scheitern. Auch zum Affen Rotpeter aus Ein Bericht für eine Akademie mit seiner eingeschränkten Sicht auf die menschliche Welt bestehen Parallelen. Es werden hier jeweils paranoide Einzelgänger vorgestellt.
In der vorliegenden Geschichte wird nun der Grund des Scheiterns explizit mitgeliefert.
Die Erzählung sagt im übertragenen Sinne etwas über die menschliche Erkenntnissuche aus. Dem Einzelnen fehlen so viele reale Fakten und erst recht das übergeordnete Wissen. So wird er immer nur einen segmenthaften und dadurch völlig verzerrten Ausschnitt der Welt registrieren können. Er kann nicht einmal die ganze vielfältige Beschränkung seiner Freiheit erkennen.
Die vielen Fehlurteile und falschen Lehren der Vergangenheit zeigen das hinreichend. Und genauso ergeht es aber auch dem heutigen und auch dem künftigen Menschen bei seiner Wahrheitssuche. Hier spiegelt sich die Hybris und Verblendung des menschlichen Forschungsdranges wider.
Max Brod bezeichnet diese Tiergeschichte als melancholische Travestie des Atheismus. So wie der Hund den Menschen nicht (oder nur lückenhaft) erkennt, so erkennt auch der Mensch Gott kaum und nur schemenhaft.

## Ausgaben
- Franz Kafka: Sämtliche Erzählungen. Herausgegeben von Paul Raabe, Fischer-Taschenbuch-Verlag, Frankfurt am Main 1970, ISBN 3-596-21078-X.
- Franz Kafka: Die Erzählungen. Originalfassung, Herausgegeben von Roger Herms, Fischer Verlag, 1997, ISBN 3-596-13270-3.
- Franz Kafka: Nachgelassene Schriften und Fragmente 2. Herausgegeben von Jost Schillemeit, Fischer, Frankfurt am Main, 1992, S. 423–482 u. 485–491.

## Sekundärliteratur
- Peter-André Alt: Franz Kafka: Der ewige Sohn. C.H. Beck, München 2005. ISBN 3-406-53441-4
- Nicolas Berg: Forschungen eines Hundes. In: Manfred Engel, Bernd Auerochs (Hrsg.): Kafka-Handbuch. Leben – Werk – Wirkung. Metzler, Stuttgart, Weimar 2010, S. 330–336. ISBN 978-3-476-02167-0
- Deleuze, Gilles/Guattari, Félix: Kafka: Toward a Minor Literature. University of Minnesota Press, London 1975. (Dt. Titel: Kafka: Für eine kleine Literatur)
- Manfred Engel: Zu Kafkas Kunst und Literaturtheorie. Kunst und Künstler im literarischen Werk. In: Manfred Engel, Bernd Auerochs (Hrsg.): Kafka-Handbuch. Leben – Werk – Wirkung. Metzler, Stuttgart, Weimar 2010, S. 483–498, bes. 489–493, ISBN 978-3-476-02167-0.
- Bettina von Jagow und Oliver Jahraus:  Kafka-Handbuch. Leben-Werk-Wirkung. Vandenhoeck& Ruprecht, 2008, ISBN 978-3-525-20852-6.
- Marcel Krings: Franz Kafka: Der „Hungerkünstler“-Zyklus und die kleine Prosa von 1920–1924. Spätwerk – Judentum – Kunst. Winter, Heidelberg 2022, ISBN 978-3-8253-4940-0.
- Gerhard Scheit: Sie sollen die Scham überleben. Versuch über Kafkas späte Tier-Monologe. In: Gerhard Scheit, Manfred Dahlmann (Hrsg.): sans phrase. Zeitschrift für Ideologiekritik. Heft 8, Frühjahr 2016. ça ira, Freiburg/Wien, 2016, S. 191–203.
- Wendelin Schmidt-Dengler: Die Vielfalt in Kafkas Leben und Werk. Norbert Winkler Vitalis Verlag 2005, ISBN 3-89919-066-1, S. 86–89.